# Göranssons mekaniska verkstad
| Göranssons mekaniska verkstad vid Grev Magnigatan 13. |  | Göranssons mekaniska verkstad vid Grev Magnigatan 13. |
| Göranssons mekaniska verkstad vid Grev Magnigatan 13. |  |                                                       |

Aktiebolaget Göranssons mekaniska verkstad var en tillverkningsindustri grundad av Ernst Fredrik Göransson och belägen vid Grev Magnigatan 13 på Östermalm i Stockholm som existerade mellan 1873 och 1920.

## Historik

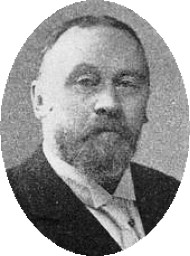
E.F. Göransson.

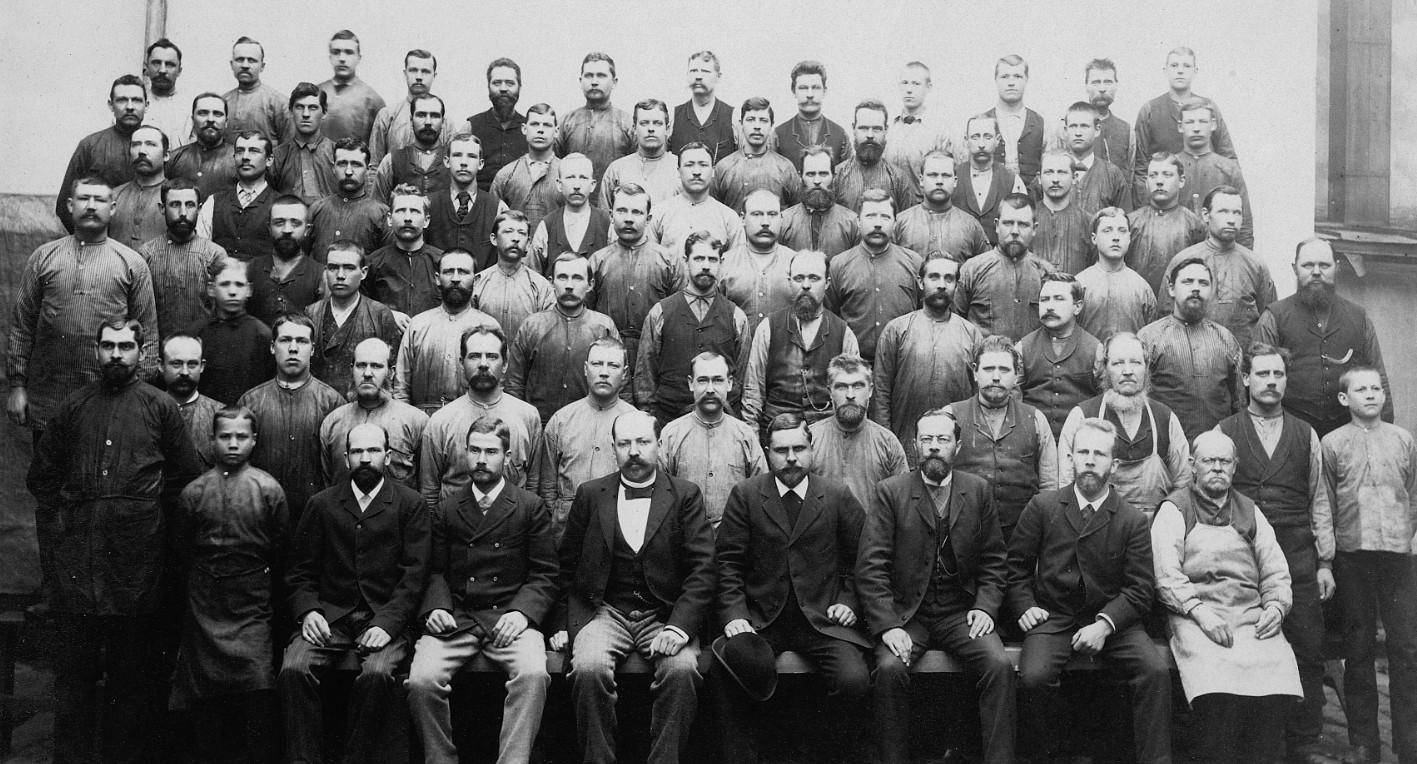
Personalen omkring 1900.

Ernst Fredrik Göransson (1845-1909) var son till Göran Fredrik Göransson, grundaren till Sandvikens Jernverks AB, och Catharina Elisabeth Betty Göransson (född Sehlberg). Mellan 1868 och 1873 var han verksam som överingenjör vid Sandviken men valde att inte fortsätter i faderns företag som hans äldre bror Henrik gjorde. 
Göransson flyttade till Stockholm och anlade mellan åren 1873 och 1874 en mekanisk verkstad vid Grev Magnigatan 13 i kvarteret Styrmannen på Östermalm. Verkstadslokalen låg i en separat byggnad på bakgården och mot gatan fanns ett flerbostadshus. Göransson var själv bosatt i byggnaden. Bland medarbetare under slutet av 1870-talet kan nämnas Salomon August Andrée som arbetade som ritare och konstruktör hos Göransson. År 1883 bildades Aktiebolaget Göranssons mekaniska verkstad där Göransson fungerade som verkställande direktör. I slutet av 1890-talet hade företaget ett hundratal anställda, men dessutom sysselsattes ett 40-tal arbetare hos olika hantverksmästare i Stockholm. 
Till företagets produkter hörde bland annat lätta ångmaskiner (så kallade kolibrimaskiner), maskiner för tändsticksindustrin men framför allt Gustaf Zanders gymnastikapparater. Göransson tillverkade inte bara maskinerna utan utvecklade dem också och innehade flera patent. Företaget var representerat på Stockholmsutställningen 1897. År 1905 övertog dock ett tyskt företag tillverkningen av Zanders maskiner och Göransson förlorade sin största uppdragsgivare.
År 1906 bildade Göransson tillsammans med ingenjören Ragnar Carlstedt företaget AB Elektrotid som tillverkade elektriska driftsinstrument, bland annat strömbrytare som automatiskt slår av trapphusbelysningen efter en förut vald tid. Efter Göranssons död 1909 fortsatte verksamheten några år till men efter 1920 är firman inte längre upptagen i Stockholms adresskalender. I början av 1920-talet revs byggnaden och nuvarande bostadshus uppfördes efter ritningar av Björn Hedvall.

## Bilder, Göranssons gymnastikapparater (urval)

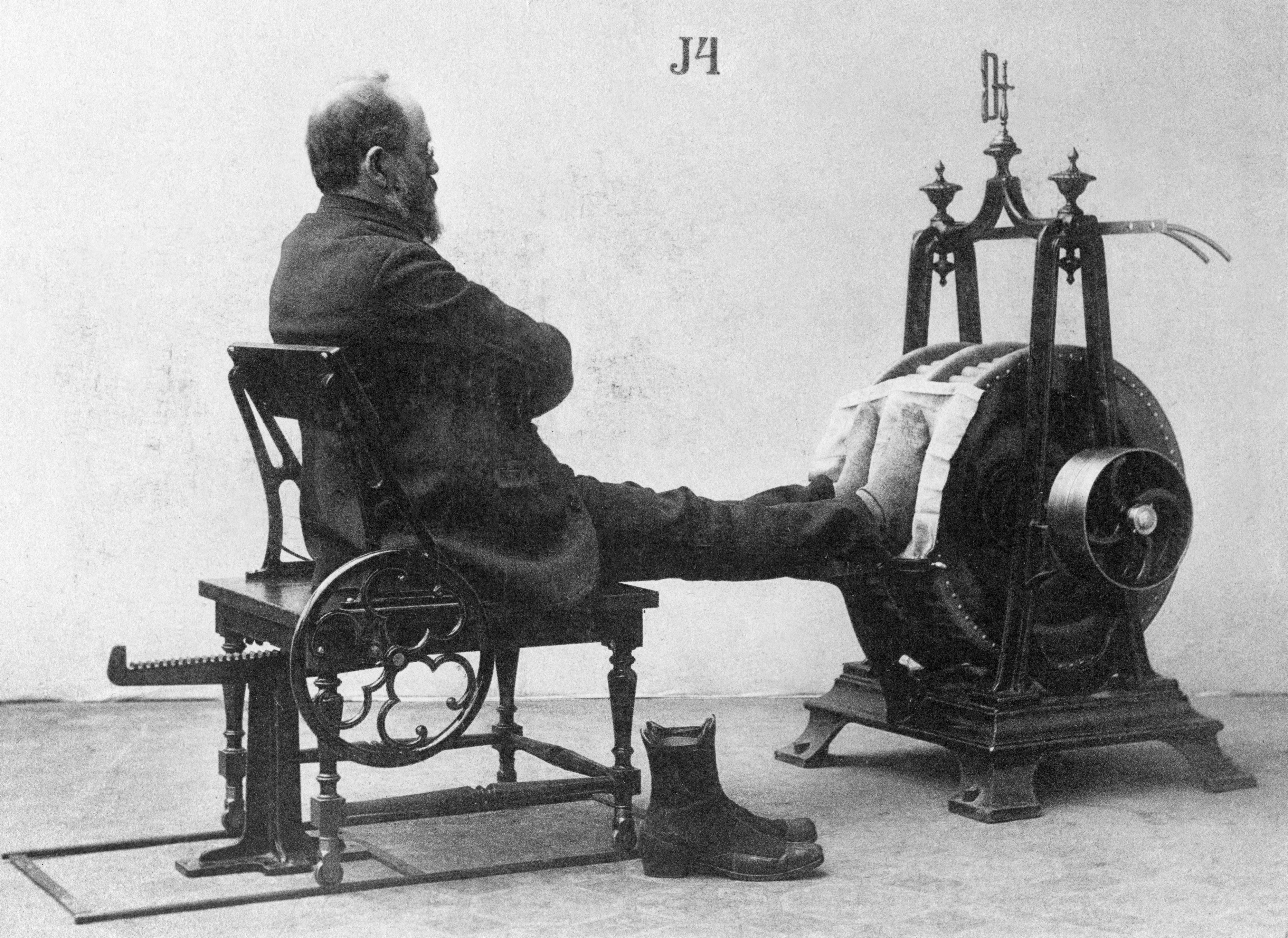
Fotmassageapparat.
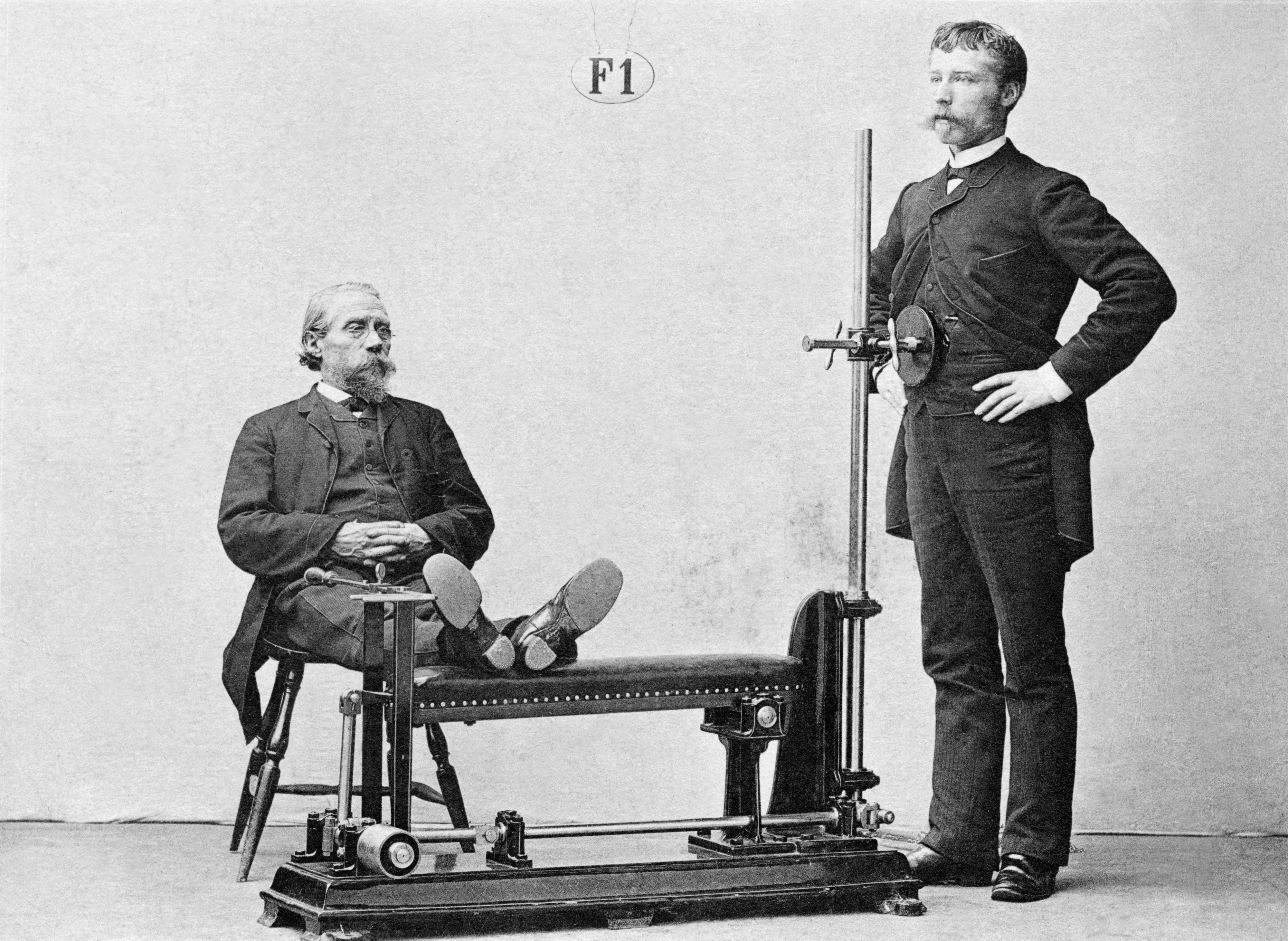
Skakningsmaskin.
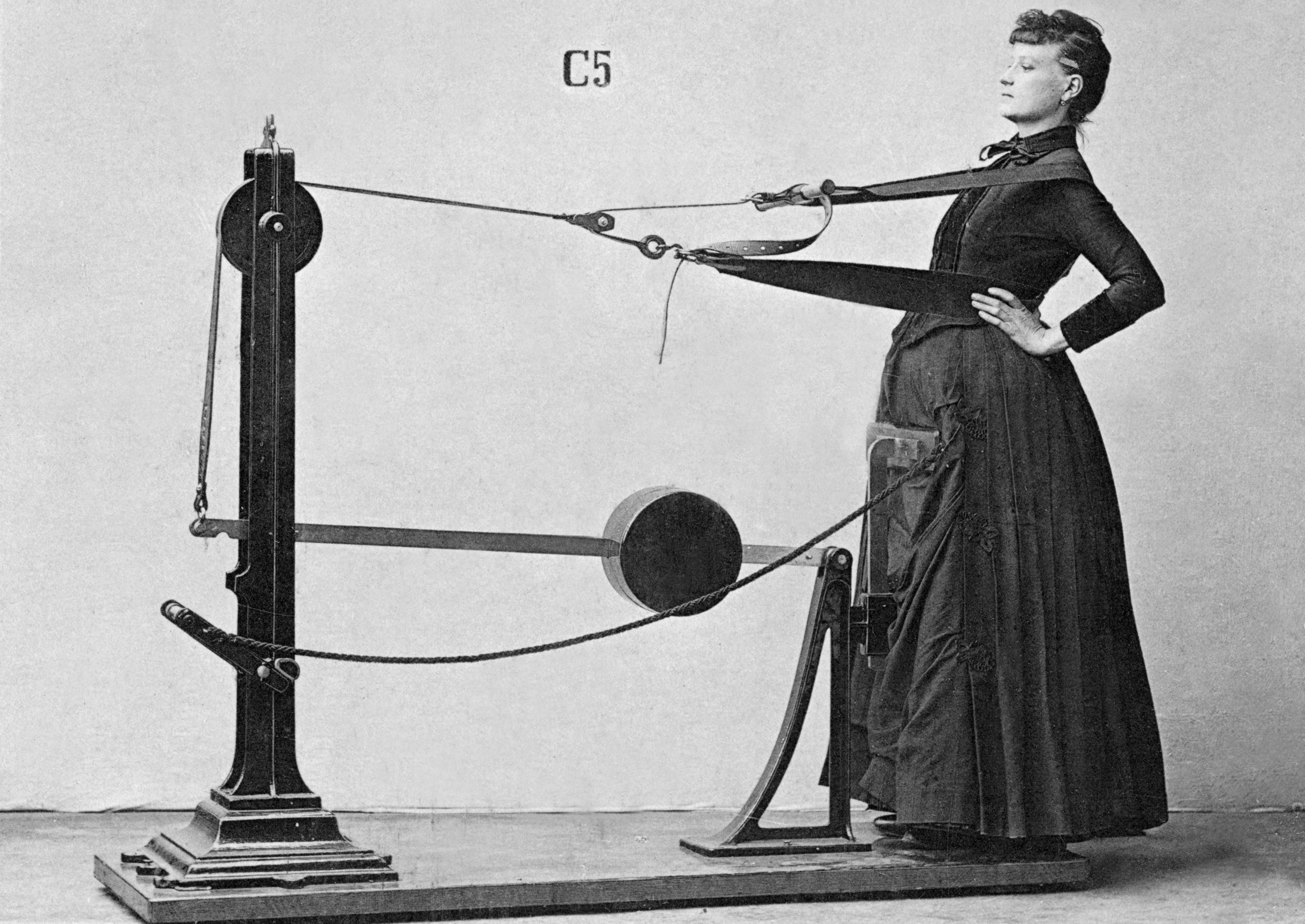
Bålsträckningsmaskin.
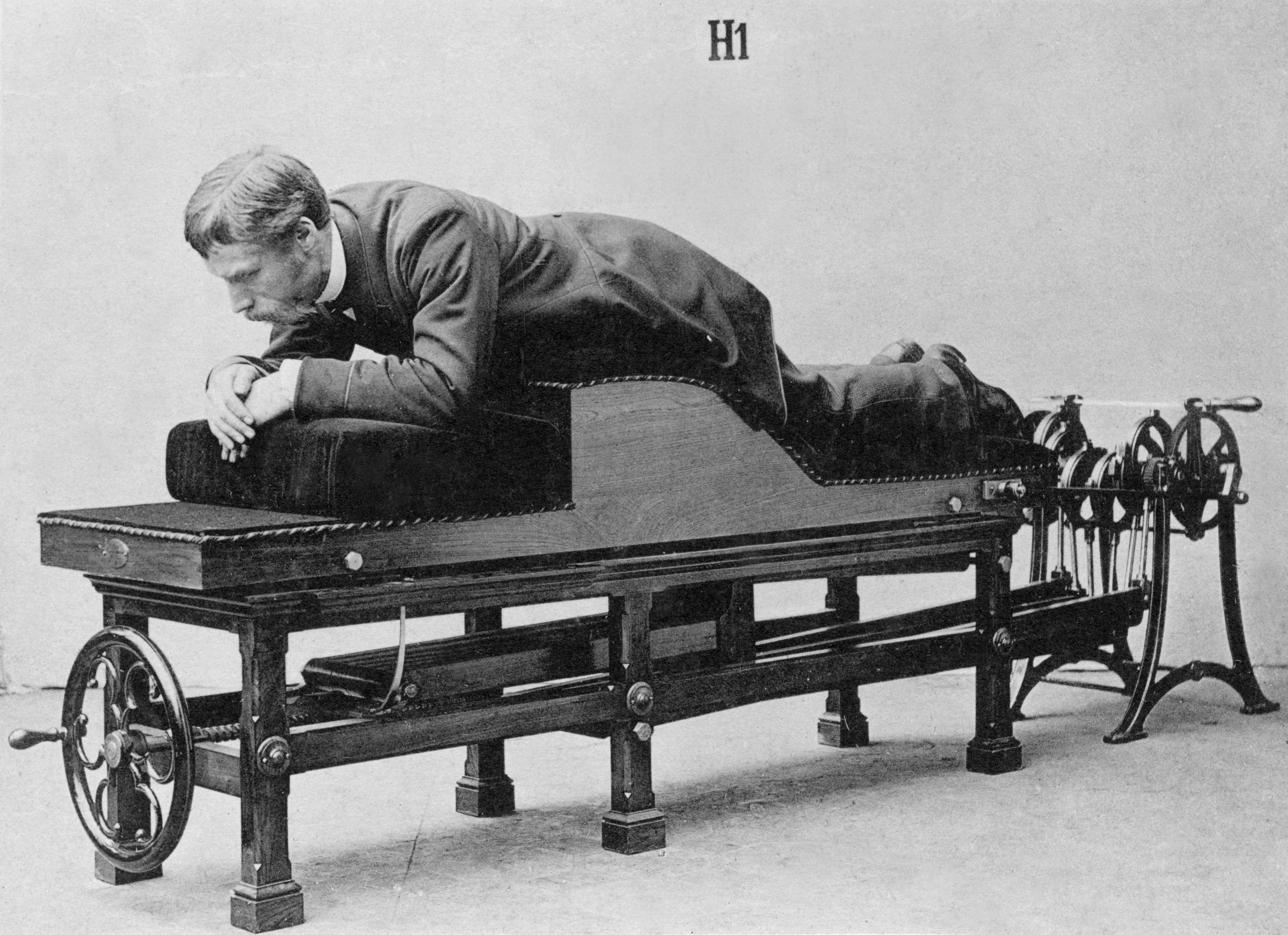
Magknådningsmaskin.